# アニ×ワラ
アニ×ワラとは、お笑い芸人の天津・向がプロデュースするアニメソングとお笑いのライブイベント。通称は「アニワラ」。

## 概要
劇団アニメ座のメンバーとして活動していた向は、小籔千豊が主催する『音楽』×『お笑い』のフェス『コヤブソニック』を見て、「これをアニソンでできないかな」と思いついた。アニメ座の要素もあり、コントやゲームコーナーがある1本のストーリーの中にアニソンが入る形になっている。お笑い芸人とアニソン歌手、声優が一緒にコントや漫才を行うのが特徴。

## 開催一覧
アニ×ワラ
| 公演年 | 公演日   | タイトル                       | 来場者数 | 会場                      |
| ------ | -------- | ------------------------------ | -------- | ------------------------- |
| 2014年 | 1月18日  | アニ×ワラ                      | 約500人  | 新宿FACE                  |
| 2014年 | 11月9日  | アニ×ワラ 2014 WINTER          | 約800人  | 新宿BLAZE                 |
| 2015年 | 5月23日  | アニ×ワラ 2015 SUMMER          | 約1100人 | 渋谷TSUTAYA O-EAST        |
| 2015年 | 12月26日 | アニ×ワラ 2015 WINTER          | 約1100人 | 有楽町よみうりホール      |
| 2016年 | 5月7日   | アニ×ワラ vol.5                | 約1600人 | 新宿文化センター大ホール  |
| 2016年 | 11月6日  | アニ×ワラ vol.6                | 約1600人 | 豊洲PIT                   |
| 2017年 | 6月10日  | アニ×ワラ vol.7                | 約1600人 | TOKYO DOME CITY HALL      |
| 2018年 | 1月13日  | アニ×ワラ vol.7.5              | 約1000人 | サンパール荒川 大ホール   |
| 2018年 | 4月21日  | アニ×ワラSpecial in 沖縄       | 不明     | 波の上うみそら公園        |
| 2018年 | 10月7日  | アニ×ワラ vol.8                | 約1500人 | 東京国際フォーラムホールC |
| 2019年 | 4月20日  | アニ×ワラSpecial in 沖縄 vol.2 | 不明     | 波の上うみそら公園        |

アニ×ワラ Girls Site
| 公演年 | 公演日   | タイトル                     | 会場                         |
| ------ | -------- | ---------------------------- | ---------------------------- |
| 2015年 | 10月14日 | アニ×ワラ Girls Site         | アニメイト池袋本店           |
| 2016年 | 3月29日  | アニ×ワラ Girls Site Vol.2   | アニメイト池袋本店           |
| 2016年 | 10月22日 | アニ×ワラ Girls Site Vol.3   | よしもと幕張イオンモール劇場 |
| 2017年 | 2月12日  | アニ×ワラ Girls Site Vol.4   | よしもと幕張イオンモール劇場 |
| 2017年 | 5月13日  | アニ×ワラ Girls Site Vol.5   | よしもと幕張イオンモール劇場 |
| 2017年 | 9月10日  | アニ×ワラ Girls Site SP      | 日本教育会館 一ツ橋ホール    |
| 2018年 | 4月28日  | アニ×ワラ Girls Site Fukuoka | イムズホール                 |
| 2018年 | 8月19日  | アニ×ワラ Girls Site Fukuoka | よしもと幕張イオンモール劇場 |

Road to アニワラ
| 公演年 | 公演日         | タイトル                          | 会場                 |
| ------ | -------------- | --------------------------------- | -------------------- |
| 2017年 | 3月12日        | Road to アニワラ アニメ芸人編     | チャラデ阿佐ヶ谷     |
| 2017年 | 8月6日（夕方） | Road to アニワラ                  | チャラデ阿佐ヶ谷     |
| 2017年 | 8月6日（夜）   | Road to アニワラ アニメコーナー編 | チャラデ阿佐ヶ谷     |
| 2018年 | 2月11日        | Road to アニワラ                  | チャラデ阿佐ヶ谷     |
| 2018年 | 5月12日        | Road to アニワラ                  | 大塚ドリームシアター |
| 2019年 | 1月20日        | Road to アニワラ                  | ヨシモト∞ドームⅡ     |
| 2019年 | 3月30日        | Road to アニワラ                  | ヨシモト∞ドームⅡ     |

アニワラユース
| 公演年 | 公演日  | タイトル       | 会場             |
| ------ | ------- | -------------- | ---------------- |
| 2019年 | 2月17日 | アニワラユース | ヨシモト∞ドームⅡ |
| 2019年 | 4月28日 | アニワラユース | ヨシモト∞ドームⅡ |

## アニ×ワラ

### アニ×ワラ
アニ×ワラ
- 開催日:2014年1月18日
- 会場:新宿FACE

### 2014 WINTER
アニ×ワラ 2014 WINTER
- 開催日:2014年11月9日
- 会場:新宿BLAZE

### 2015 SUMMER
アニ×ワラ 2015 SUMMER
- 開催日:2015年5月23日
- 会場:渋谷TSUTAYA O-EAST

### 2015 WINTER
アニ×ワラ 2015 WINTER
- 開催日:2015年12月26日
- 会場:有楽町よみうりホール

### vol.5
アニ×ワラ vol.5
- 開催日:2016年5月7日
- 会場:新宿文化センター大ホール

### vol.6
アニ×ワラ vol.6
- 開催日:2016年11月6日
- 会場:豊洲PIT

### vol.7
アニ×ワラ vol.7
- 開催日:2017年6月10日
- 会場:TOKYO DOME CITY HALL

### vol.7.5
アニ×ワラ vol.7.5
- 開催日:2018年1月13日
- 会場:サンパール荒川 大ホール

### Special in 沖縄
アニ×ワラ Special in 沖縄
- 開催日:2018年4月21日
- 会場:波の上うみそら公園（沖縄国際映画祭）

### vol.8
アニ×ワラ vol.8
- 開催日:2018年10月7日
- 会場:東京国際フォーラムホールC

### Special in 沖縄 vol.2
アニ×ワラ Special in 沖縄 vol.2
- 開催日:2018年4月21日
- 会場:波の上うみそら公園（沖縄国際映画祭）

## アニ×ワラ Girls Site

### Girls Site
アニ×ワラ Girls Site
- 開催日:2015年10月14日
- 会場:アニメイト池袋本店

### Girls Site Vol.2
アニ×ワラ Girls Site Vol.2
- 開催日:2016年3月29日
- 会場:アニメイト池袋本店

### Girls Site Vol.3
アニ×ワラ Girls Site Vol.3
- 開催日:2016年10月22日
- 会場:よしもと幕張イオンモール劇場

### Girls Site Vol.4
アニ×ワラ Girls Site Vol.4
- 開催日:2017年2月12日
- 会場:よしもと幕張イオンモール劇場

### Girls Site Vol.5
アニ×ワラ Girls Site Vol.5
- 開催日:2017年5月13日
- 会場:よしもと幕張イオンモール劇場

### Girls Site SP
アニ×ワラ Girls Site SP
- 開催日:2017年9月10日
- 会場:日本教育会館 一ツ橋ホール

### Girls Site Fukuoka
アニ×ワラ Girls Site Fukuoka
- 開催日:2018年4月28日（1日2回公演）
- 会場:イムズホール

### Girls Site vol.6
アニ×ワラ Girls Site vol.6
- 開催日:2018年8月19日
- 会場:よしもと幕張イオンモール劇場

## 番組
『ニコ×ニコ×アニ×ワラ』放送履歴
天津・向と他出演者が一緒にゲームコーナーを行ったり、『アニ×ワラ』の出演者発表をする番組。ニコニコ生放送で放送。2018年8月からは天津・向のLINE LIVEやtwitter・Periscopeで放送することが多い。
| 番組名                                                        | 放送日         | 出演者                                             |
| ------------------------------------------------------------- | -------------- | -------------------------------------------------- |
| ニコ×ニコ×アニ×ワラ                                           | 2014年9月16日  | かと*ふく（加藤英美里&福原香織）                   |
| ニコ×ニコ×アニ×ワラ                                           | 2015年2月19日  | 榊原ゆい                                           |
| ニコ×ニコ×ani×ワラinアニメイトチャンネル                      | 2015年9月15日  | 榊原ゆい                                           |
| ニコ×ニコ×ani×ワラinアニメイトチャンネル                      | 2016年2月8日   | 榊原ゆい R藤本 こりゃめでてーな・伊藤              |
| アニ×ワラ出演者第2弾発表会!!                                  | 2016年3月16日  | R藤本                                              |
| ニコ×ニコ×ani×ワラ                                            | 2016年8月5日   | 榊原ゆい プラス・マイナス・兼光 石川ことみ         |
| アニワラvol6出演者第二弾発表ニコ生～アニソン歌って大発表会!～ | 2016年8月18日  | こりゃめでてーな・伊藤 石川ことみ                  |
| アニ×ワラ出演者発表第1弾!                                     | 2017年3月3日   | なし                                               |
| アニ×ワラ出演者発表第2弾!                                     | 2017年3月10日  | 石川ことみ クリィミーまなちゃん                    |
| ニコ×ニコ×アニ×ワラ                                           | 2017年10月10日 | こりゃめでてーな・伊藤 石川ことみ                  |
| アニワラ出演者発表                                            | 2017年12月17日 | こりゃめでてーな・伊藤 石川ことみ                  |
| アニワラvol.8出演者第一弾大発表生放送                         | 2018年7月13日  | こりゃめでてーな・伊藤 石川ことみ ガーリィレコード |
| アニワラ第2弾出演者発表放送                                   | 2018年8月4日   | なし                                               |
| アニワラvol.8出演者第3弾大発表生放送                          | 2018年8月23日  | なし                                               |
| アニワラ第4弾出演者発表生放送！                               | 2018年9月22日  | なし                                               |